# Mal di spazio (racconto)
Mal di spazio (Ordeal in Space) è un racconto di fantascienza del 1948 dello scrittore statunitense Robert A. Heinlein.
Fa parte del ciclo della Storia futura.

## Storia editoriale
È stato scritto nel novembre 1947, originariamente intitolato Broken Wings il racconto è stato respinto da The Saturday Evening Post.
Pubblicato per la prima volta sul numero del maggio 1948 della rivista Town & Country, in seguito è stato incluso nelle raccolte di opere di Heinlein The Green Hills of Earth pubblicata nel 1951 e The Past Through Tomorrow del 1967.
Ne esistono diverse traduzioni in italiano: quella di Maurizio Cesari intitolata Il grande abisso è stata pubblicata nel 1970 dalla Libra Editrice nel n. 10 della collana Nova SF*;
quella di Paolo Busnelli che si intitola Agonia nello spazio è stata pubblicata dalla Armenia Editore nel 1978 nella raccolta Le verdi colline della Terra. 10 racconti (The Green Hills of Earth) e poi di nuovo nel 1980.
La traduzione di Giuseppe Lippi intitolata Mal di spazio è stata pubblicata dalla Mondadori nel 1987 e nel 1998 nell'antologia La storia futura, basata sui testi sistemati da Heinlein, che ha apportato molte lievi modifiche alle opere del ciclo della Storia futura per aggiornarle e migliorarne la coerenza interna, in occasione dell'uscita della raccolta in volume The Past Through Tomorrow.

## Trama
William "Bill" Cole, un membro dell'equipaggio di un'astronave è chiamato a riparare un'antenna mentre la nave è in rotazione.
Egli ripara il guasto ma commette un'imprudenza, perde la presa e "cade" nel vuoto sconfinato dello spazio allontanandosi dalla nave.
Fortunatamente viene salvato ma, a causa del trauma, sviluppa una forte paura di cadere che lo spinge ad evitare gli spazi aperti o le altezze e che lo costringe a lasciare il suo lavoro di astronauta.
Per questa ragione torna sulla Terra dove trova un nuovo lavoro e cambia il suo cognome in Saunders.
Dopo aver vissuto tristemente per qualche tempo riesce ad affrontare e superare le sue paure per salvare di un gattino bloccato su un cornicione al 35º piano di un edificio.

## Fonti d'ispirazione
Heinlein ha incluso nella storia un brano dell'inno Eternal Father, Strong to Save con un verso variato in "a chi s'avventura nello spazio".

## Adattamenti
Una lettura di questa storia è stata trasmessa da BBC Radio 7 il 15 giugno, 2009.

### Edizioni
- Robert A. Heinlein, Mal di spazio, in La storia futura (antologia), collana Urania Classici, traduzione di Giuseppe Lippi, vol. 2, n. 264, Mondadori, marzo 1999,  pp. 50-69, ISSN 1120-4966 (WC · ACNP).

### Fonti critiche
- (EN) James Daniel Gifford, The New Heinlein Opus List, in Robert A. Heinlein: A Reader's Companion (PDF), Nitrosyncretic Press, 2000, ISBN 978-0-9679874-1-5. URL consultato il 25 settembre 2015.

- Giuseppe Lippi, Nota, in La storia futura (antologia), collana Urania Classici, vol. 1, n. 241, Mondadori, aprile 1997,  p. 14, ISSN 1120-4966 (WC · ACNP).
«Le traduzioni sono state rifatte appositamente, con l'eccezione di L'uomo che vendette la luna e Requiem che erano già apparsi a cura di Lia Volpatti e Paola Francioli.»